# 拜託了☆老師
《拜托了☆老师》，是一部由Please!製作的原創动画作品。該部動畫於2002年1月10日至3月28日在WOWOW播放；Animax Asia引進版權並於香港、澳門及東亞等地播放，JET日本台引進版權並於台灣播放。另有日本漫畫版本，由林家志弦作畫。

## 登場人物
草薙桂（聲：保志總一朗）
本作的男主角。長野縣縣立木崎高等學校一年級學生。因為患上「停滯病」（一種在極為痛苦悲傷下引發的病，讓患者自身處於安詳的世界）的關係，雖然已經18歲，卻只有15歲的外表。意外撞見瑞穗乘著宇宙船降臨地球，曾經和瑞穗說出自己患了停滯病的秘密，而之後也為了保住瑞穗的秘密，和瑞穗結婚；雖然是莫名其妙的開始，但在同居的那段時間裡，兩人漸漸喜歡上彼此。可是後來被銀河總部消除有關瑞穗的記憶，一度忘記瑞穗，但因為瑞穗事先留下一盒「POCKY巧克力棒」最後也有想起來，也和瑞穗再過一段愉快的新婚生活。
風見瑞穗（聲：井上喜久子）
本作的女主角。是擁有地球人父親和外星人母親的混血兒，父親在她幼時逝世。在木崎高等學校擔任國文老師（井上喜久子擁有初中國文教師資格），美麗溫柔又聰明，個性天然呆，愛上了外表年齡15歲的桂。喜歡吃「POCKY巧克力棒」，因為那是她和爸爸的小小回憶。
被銀河總部派駐地球擔任監視員，不小心被桂發現她是外星人，而和桂結婚，但之後也愛上了桂。與桂結婚後，只在戶籍資料上改姓草薙。可是後來銀河總部為了懲罰瑞穗，而消除地球上有關瑞穗的任何記憶。但瑞穗不顧一切的回到地球，事先在桂身上留下一盒「POCKY巧克力棒」也讓桂找回消失的那段記憶。向馬利耶下命令時最常講的一句話：「這是最優先事項喔！」
風見初穗（聲：高田由美）
瑞穗的媽媽。喜歡吃「POCHY牛奶巧克力棒」。
與瑞穗的爸爸在宇宙中相遇，進而相戀。整體上與瑞穗非常的相似，害桂常常誤以為是瑞穗。在外表上也看不出來年齡很大，反而還異常的年輕。在桂跟瑞穗的感情生活方面給了相當多的幫助，在他們的感情生活方面有大的影響。本身挺喜歡桂。
風見真穗（聲：興梠里美）
瑞穗的妹妹。喜歡吃「POCHY草莓棒」。有非常強烈的戀姐情結，非常愛護瑞穗，任何地方都很為她著想，但是也因此使得桂剛開始吃了不少的苦，但是後來被桂和瑞穗的真情所感動而答應他們結婚。本身很喜歡桂。
馬利耶（聲：金田朋子）
瑞穗的宇宙船的控制系統。
咪魯魯（聲：佐久間玲）
真穗的宇宙船的控制系統。
緣川小石（聲：川澄綾子）
桂的同學。家裡經營「緣川商店」。本來喜歡桂，但最後卻喜歡上正臣。
森野莓（聲：田村由香里）
桂的同學，是該班的班長。性格無口，直覺敏銳，某意義系列中最強的人物。外觀年幼，其實跟桂一樣罹患停滯病，停滯6年，戶籍資料上的年齡是21歲。希望好友小石和楓能得到幸福，支援著她們的戀愛。個性上在外表和跟小石她們一起的時候看不出來，但是內心深處其實是很自閉的，而且說話也蠻尖酸刻薄，但是她非常的重視朋友。
水澄楓（聲：大原沙耶香）
桂的同學。因得自外國人祖父的遺傳，有紅色頭髮與高佻的身材。在第5集之後就跟漂介是男女朋友，但是在睡夢中常常夢見漂介每次都緊緊地抱著她，在後來當然也實現了願望跟漂介在一起。
間雲漂介（聲：岩田光央）
桂的同學。學業成績優秀。在第5集之後就跟楓是男女朋友。他想要跟他的哥哥一樣走上政治的舞台，改變現在的腐敗政治。
四道跨（聲：三浦祥朗）
桂的同學。喜歡用望遠鏡看夜空中的星星。喜歡瑞穗。
山田正臣（聲：杉田智和）
木崎高等學校技術老師。個性灰暗，沉默寡言。
江田島稔（聲：内田直哉）
桂的叔叔，婦產科醫師。
江田島このは（聲：佐久間玲）
桂的嬸嬸，稔的妻子兼婦產科診所護士。
天堂（聲：仲野裕）
木崎高等學校校長，妻子是該校校友。
草薙梢（聲：南央美）
桂的姊姊。跟桂一樣罹患停滯病，停滯3年，就讀初中時在桂眼前自殺。在動畫第11話出現在桂的夢中。
裁判官（聲：江原正士）
銀河總部的裁判官。認定瑞穗在地球嚴重違規，消除地球上有關瑞穗的任何記憶。

## 背景
《星空的邂逅》主要在日本長野縣大町市木崎湖取景，木崎高等學校校舍以舊制松本高等學校校舍為藍本。

## 製作人員
- 企劃、原作：Please！
- 導演：井出安軌
- 劇本：黑田洋介
- 人物原案：羽音たらく
- 人物原案協力：古美明
- 人物設計：合田浩章
- 機械設定：森木靖泰、渡邊義弘
- 美術基本設定：須江信人
- 美術監督：堀壯太郎
- 色彩設計：澁圭子
- 數位編程：田中恒嗣
- 音響監督：菊田浩巳
- 音響製作：樂音舍
- 音樂：I've／折戶伸治
- 音樂製作人：伊藤善之（Lantis）
- 卡通製作：童夢
- 製作協力：GENCO
- 製作：Bandai Visual

## 音樂

### 主題曲
片頭曲：
- 『Shooting Star』

作詞：KOTOKO／作曲：折戶伸治／編曲：高瀨一矢／演唱：KOTOKO
片尾曲：
- 『空の森で』（第1~11話）

作詞：田久保真見／作曲：折戶伸治／編曲：高瀨一矢／演唱：川田まみ
- 『LOVE A RIDDLE』（第12話）

作詞：KOTOKO／作曲：高瀨一矢／編曲：高瀨一矢／演唱：KOTOKO
挿入曲：
- 『そらは語らない』（第11話）

作詞：江幡育子／作曲：中沢伴行／編曲：南良樹／演唱：井上喜久子

### 角色歌
星空的邂逅 水澄楓角色歌『I Can t Get Over Your Best Smile』
作詞：KOTOKO／作曲：高瀨一矢／編曲：高瀨一矢／演唱：KOTOKO
星空的邂逅 插曲『Snow Angel』
作詞：KOTOKO／作曲：高瀬一矢／編曲：高瀨一矢／演唱：KOTOKO
星空的邂逅 插曲『給那天的你』
作詞：KOTOKO／作曲：高瀬一矢／編曲：高瀨一矢／演唱：KOTOKO
星空的邂逅 森野苺角色歌『Tiny days』
作詞：KOTOKO／作曲：高瀨一矢／編曲：高瀨一矢／演唱：川田まみ
星空的邂逅 緣川小石角色歌『Senecio』
作詞：KOTOKO／作曲：中澤伴行／編曲：中澤伴行／演唱：詩月カオリ
星空的邂逅『いつも思ってること』
作詞：江幡育子／作曲：中澤伴行／編曲：南良樹／演唱：井上喜久子
星空的邂逅『そらは語らない』
作詞：江幡育子／作曲：中澤伴行／編曲：南良樹／演唱：井上喜久子

### 其他歌曲
- Second Flight

作曲：高瀨一矢／作詞：KOTOKO／編曲：高瀨一矢　中澤伴行／歌：KOTOKO　佐藤裕美
- 明日への淚

作曲、編曲：中澤伴行／作詞：KOTOKO／歌：川田まみ
- うららか smile

作曲、編曲：上松範康／作詞：畑亞貴／歌：佐藤裕美
- キスの迷路

作曲、編曲：長田直之／作詞：畑亞貴／歌：CooRie
- RETRY

作詞、作曲：tororo／編曲：angel note／歌：yozuca*
- ぬけがけしないで

作詞：江幡育子／作曲、編曲：藤間仁／歌：YURIA
- ゆれる聲の

作詞：畑亞貴／作曲：細井聰司／編曲：細井聰司／歌：YURIA
- Pure Rain で伝えたい

作詞：畑亞貴／作曲：上松範康／編曲：河邊健宏／歌：佐藤裕美
- 思い出が欲しかった

作詞、作曲：ゆうまお／編曲：上松範康／歌：ゆうまお
- Sugar Light

作詞、作曲：tororo／編曲：angel note／歌：中山マミ
- わからないけどわかってる

作詞：畑亞貴／作曲、編曲：細井聰司／歌：中原涼
- はじまりの笑顏

作詞：畑亞貴／作曲、編曲：上松範康／歌：KAKO
- 戀に追いつけない

作曲、編曲：大山曜／作詞：江幡育子／歌：いとうかなこ
- From This Place

作詞：江幡育子／作曲、編曲：村上正芳／歌：いとうかなこ

## 各集標題
| 集数 | 標題（中文翻譯） | 標題（日文原文）       |
| ---- | ---------------- | ---------------------- |
| 01   | 告訴我，老師     | 教えてティーチャー     |
| 02   | 我會娶不到老婆的 | もう、お婿にいけません |
| 03   | 這下糟了，老師   | マズいよ☆先生          |
| 04   | 或許真的喜歡她   | やっぱり好きかも       |
| 05   | 這樣的老師，我…  | そんな先生に、ぼくは   |
| 06   | 從頭開始         | 始まってから始めよう   |
| 07   | 老師不要哭       | 泣かないで先生         |
| 08   | 漫長之夜         | 長い夜                 |
| 09   | 結束吧           | もう、おわりにしよう   |
| 10   | 可是             | でも                   |
| 11   | 老師             | せんせい               |
| 12   | 再一次，老師     | もう一度ティーチャー   |
| 13   | 祕密的倆人       | ヒミツなふたり         |
| EX   |                  | まりえ、愛の劇場       |

## 相關項目
- 星空的邂逅2 - 系列第二作
- 在那個夏天等待 - 系列第三作

## 外部連結
- please-please （页面存档备份，存于）（日語）
- 十周年紀念網 （页面存档备份，存于）（日語）
- 拜託了☆老師（動畫）在動畫新聞網百科全書中的資料（英文）